# Kozáci (film)
Kozáci (rusky: Казаки, latinkou: Kazaki) je sovětský dramatický film z roku 1961, režírovaný Vasilijem Proninem, natočený na motivy stejnojmenné novely od Lva Nikolajeviče Tolstého. Byl uveden 1961 na Filmovém Festivalu v Cannes.

## Hrají
- Leonid Gubanov – Dimitrij Olenin
- Boris Andrejev
- Zinajda Kirijenko – Marjanka
- Eduard Bredun – Lukaška
- Boris Novikov – Nazarka
- Vera Jenjutina
- Konstantin Gradopolov
- German Kačin
- Vsevolod Safonov
- Alexandra Danilova
- Artur Nišeňkin
- Leonid Parkomenko
- Ivan Ljubeznov
- Anatol Papanov